# Nathalie Kelley
Nathalie Kelley, pseudonimo di Nathalie Jessica Morales Pérez (Lima, 3 marzo 1985), è un'attrice peruviana naturalizzata australiana.

## Biografia
Nasce a Lima, in Perù, da padre argentino e da madre peruviana di origini francesi. Si trasferisce a Sydney, in Australia, dove frequenta la North Sydney Girls High School. A 16 anni lavora come ballerina di salsa; ciò le permette di guadagnare i soldi necessari per completare l'istruzione.
Intraprende la carriera di attrice dopo essersi trasferita a Los Angeles.
È conosciuta per il suo ruolo nel film The Fast and the Furious: Tokyo Drift. Nel 2007 ha avuto una parte nel film Loaded al fianco di Jesse Metcalfe. Nel Marzo 2011 ha un piccolo ruolo nella commedia retrò Take Me Home Tonight, le riprese del film sono state girate nel 2007 ma il lungometraggio è stato pubblicato qualche anno più tardi dalla Universal Pictures per motivi incerti. Qualche mese dopo la Kelley viene scelta come protagonista nell'horror indipendente Urban Explorer, che narra la storia di quattro giovani esploratori urbani che si ritroveranno ad affrontare i pericoli interni ai sotterranei di Berlino. Il film ha ricevuto recensioni positive dai critici.
Sempre nello stesso accetta il ruolo di Dani Alverez nella seconda stagione della serie crime Body of Proof.
Ha partecipato al video della canzone Just the Way You Are di Bruno Mars nel 2010 e Luna Llena dei Baby Rasta & Gringo nel 2012.
Nel 2014 prende parte al cast della prima stagione della serie tv Unreal nel ruolo di Grace.Interpreta la parte di Sybil, dal 2016 al 2017, nell'ottava e ultima stagione di The Vampire Diaries.
Interpreta la parte di Cristal Flores in Dynasty, reboot dell'omonima serie.
Nel 2016 ha avuto una relazione con Zach Roerig, conosciuto sul set di The Vampire Diaries, i due si sono lasciati e nel 2018 ha sposato il suo fidanzato Jordy Burrows in una cerimonia a Potts Point, un sobborgo di Sydney.
Nel 2020 ha preso parte alla serie tv The Baker & the Beauty nel ruolo di Noa Hamilton.

## Filmografia

### Cinema
- The Fast and the Furious: Tokyo Drift, regia di Justin Lin (2006)
- Loaded, regia di Alan Pao (2008)
- Take Me Home Tonight, regia di Michael Dowse (2011)
- Urban Explorer, regia di Andy Fetscher (2011)
- The Man Who Shook the Hand of Vicente Fernandez, regia di Elia Petridis (2012)
- Infiltrators, regia di Michael Stokes (2014)
- In Like Flynn, regia di Russell Mulcahy (2018)

### Televisione
- Lone Star - serie TV, episodio 1x06 (2010)
- CSI - Scena del crimine (CSI: Crime Scene Investigation) - serie TV, episodio 11x18 (2011)
- Body of Proof – serie TV, 10 episodi (2011-2012)
- The Temp Agency – miniserie TV, 1 episodio (2014)
- Unreal - serie TV, 10 episodi (2014)
- Urban Cowboy , regia di Craig Brewer - film TV (2016)
- Mistresses - Amanti (Mistresses) - serie TV, episodio 4x08 (2016)
- The Vampire Diaries - serie TV, 13 episodi (2016-2017)
- Cruel Intentions - film TV, regia di Roger Kumble (2016)
- Dynasty - serie TV, 22 episodi (2017-2018)
- The Baker & the Beauty - serie TV, 9 episodi (2020)

### Cortometraggi
- Losing Sam, regia di Xavier Manrique (2011)
- With You, regia di Dragan Roganovic (2014)

### Videoclip
- Just the Way You Are - Bruno Mars (2010)
- Luna Llena - Baby Rasta & Gringo (2012)

## Doppiatrici italiane
Nelle versioni in italiano nelle opere in cui ha recitato, Nathalie Kelley è stata doppiata da:
- Valentina Mari in Dynasty, The Baker & The Beauty
- Ilaria Latini in The Fast and the Furious: Tokyo Drift
- Barbara Pitotti in CSI - Scena del crimine
- Valentina Favazza in The Vampire Diaries
- Sabine Cerullo in Take Me Home Tonight
- Chiara Gioncardi in Body of Proof
- Gaia Bolognesi in Unreal